# Яковенко, Элеонора Викторовна
Элеонора Викторовна Яковенко (5 ноября 1934, Киев — 9 декабря 1998, Чернигов) — украинский археолог, специалист по археологии раннего железного века. Доктор исторических наук. Профессор.

## Биография
Элеонора Яковенко родилась в 1934 году.
В 1957 году окончила Киевский государственный университет.
С 1957 по 1973 годы работала в Институте археологии АН УССР.
С 1965 по 1968 годы училась в аспирантуре Института археологии АН УССР.
В 1970 году защитила кандидатскую диссертацию по теме «Скифы Восточного Крыма в V-III вв. до н. э.».
С 1973 по 1987 года работала старшим преподавателем, доцентом, заведующей кафедры общей истории Черниговского педагогического института.
В 1986 году защитила докторскую диссертацию по теме «Скифы на Боспоре (греко-скифские отношения в VII—III вв. до н. э.)».
С 1987 по 1993 годы — директор Керченского историко-культурного заповедника, в создании которого она сыграла ключевую роль. С 1993 по 1995 годы — заместитель директора.
В начале 1990-х по совместительству преподавала в университете Бригама Янга.

## Научная деятельность
Элеонора Яковенко принимала участие в следующих археологических экспедициях:
- Южно-Украинская (1961—1966)
- Керченская (1965—1967)
- Южно-Рогачиская (1970—1972)
- Днестровская (1974—1975)
- Южно-Донская (1976—1986)
- Тарханкутская (1976—1979)
- Нимфейская (1984—1989)

Автор более 80 научных работ. Основные работы:
- Античні амфори, знайдені на Київщині // Археологія. — 1964. —XVI;
- Скіфи Східного Криму в V—III ст. до н.е. — К., 1974;
- Древнейший памятник искусства скифов // Советская археология. — 1976. — № 2;
- К истории исследования боспорских расписных склепов // Скифы и Боспор. — Новочеркасск, 1989;
- Боспорские древности из собрания Черниговского исторического музея // Вопросы истории и археологии Боспора. — Воронеж; Белгород, 1991